# Cunard Countess
Die Cunard Countess war ein im Jahr 1976 für die Cunard Line in Dienst gestelltes Kreuzfahrtschiff. Nach einem Feuer im Jahr 2013 wurde sie im darauffolgenden Jahr Aliağa (Türkei) verschrottet.

## Geschichte

### Cunard Countess(1976–1996)
Das Schiff lief am 20. September 1974 von der Cunard Line bei der Werft Burmeister & Wain in Kopenhagen vom Stapel. Am 21. Mai 1975 wurde das Schiff als Cunard Countess an den Auftraggeber abgeliefert und kam unter britischer Flagge mit Heimathafen Southampton in Fahrt. Ab dem 28. Mai 1975 fand in La Spezia die Endausrüstung statt. Die erste Karibik-Kreuzfahrt begann am 14. August 1976.
Im Oktober 1982 charterte das britische Verteidigungsministerium das Schiff, um es als Truppentransporter einzusetzen. Der Charter endete im April 1983 und das Schiff wurde in Malta überholt und anschließend wieder für Karibik-Kreuzfahrten eingesetzt.
1990 kam das Schiff unter der Flagge der Bahamas mit Heimathafen Nassau in Fahrt.

### Awani Dream 2(1996–1998)
Am 26. Oktober 1996 wurde das Schiff an Awani Cruise Line verkauft und in Awani Dream 2 umbenannt. Sie kam unter der Flagge Panamas in Fahrt.

### Olympic Countess(1998–2002)
1998 wurde das Schiff an Royal Olympic Cruises verkauft und in Olympic Countess umbenannt. Sie kam unter griechischer Flagge mit Heimathafen Piräus in Fahrt.
Am 21. Januar 2000 erlitt das Schiff auf der Reise von Málaga nach Barbados einen Stromausfall. Das Schiff wurde nach Málaga geschleppt und in Griechenland repariert.

### Olympia Countess(2002–2004)
Im April 2002 wurde das Schiff in Olympia Countess umbenannt. Am 8. Januar 2004 wurde das Schiff aufgrund der Verschuldung von Royal Olympic Cruises in Durban arrestiert. Am 29. Januar 2004 wurde das Schiff zwangsversteigert und von Maximus Navigation Ltd, Piräus, Griechenland erworben.

### Ocean Countess(2004–2005)
Am 8. März 2004 erhielt das Schiff schließlich den Namen Ocean Countess, am 3. August desselben Jahres kam das Schiff unter portugiesische Flagge, Heimathafen wurde Madeira.

### Lili Marleen(2005–2006)
Ab 12. November 2005 charterte Holiday Kreuzfahrten das Schiff und nannte es in Lili Marleen um. Die Reederei ging im November 2006 bankrott und das Schiff wurde ab Oktober 2006 in Piräus aufgelegt.

### Ocean Countess(2006–2007)

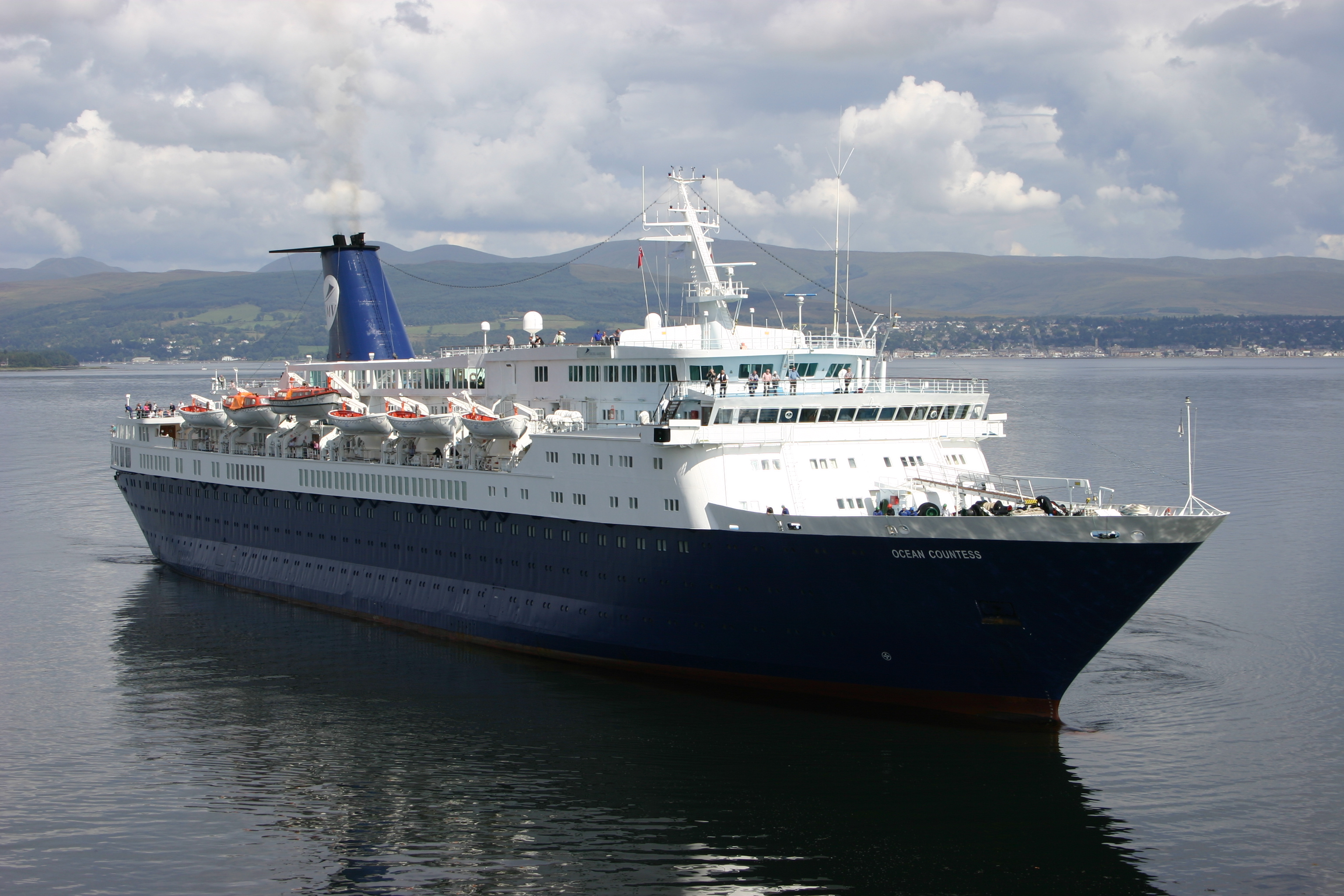
Die Ocean Countess trifft in Greenock ein, 2012

Im November 2006 erhielt das Schiff erneut den Namen Ocean Countess und wurde in Eleusis Bay, ab Dezember in Piräus aufgelegt.

### Ruby(2007)
Ab Mai 2007 charterte Louis Cruise Lines das Schiff und benannte es in Ruby um. Am 28. Mai 2007 startete die erste Kreuzfahrt zwischen den griechischen Inseln.

### Ocean Countess(2007–2014)
Im Dezember 2007 erhielt das Schiff ein drittes Mal den Namen Ocean Countess. 2009 charterte Quail Cruises das Schiff. Von 2010 bis November 2012 charterte Cruise & Maritime Voyages das Schiff. Anschließend wurde das Schiff aufgelegt. Am 30. November 2013 brach in Chalkis  an Bord des Schiffes ein Feuer aus, wobei das Schiff vollständig ausbrannte. Daraufhin wurde das Schiff im Jahr 2014 in den Abwrackwerften von Aliağa verschrottet.

## Schwesterschiff
Die Ocean Countess hatte ein Schwesterschiff, die als Cunard Conquest gebaute Golden Iris. Sie wurde im Jahr 2022 ebenfalls in Aliağa verschrottet.